# Đurđica (Vorname)
Đurđica ist ein weiblicher Vorname.

## Herkunft und Bedeutung
Der Name wird vor allem im Kroatischen verwendet und ist eine Verkleinerungsform von Đurđa. Es bedeutet im Kroatischen zugleich Maiglöckchen.
Varianten sind Đurađa sowie Đurađ (männliche Variante).
In anderen Sprachen lautet der Name etwa Gergana (bulgarisch), Jiřina (tschechisch), Georgina (deutsch, spanisch, niederländisch), Georgene/Georgia/Georgiana/Georgina (englisch), Georgette/Georgine (französisch), Georgia (griechisch), Györgyi (ungarisch), Giorgia (italienisch), Djuradja/Đurađa (serbisch).

## Bekannte Namensträgerinnen
- Đurđica Bjedov (* 1947), jugoslawische Schwimmerin
- Đurđica Kunješić (* 1970), kroatische Fußballspielerin